# Seramglasögonfågel
Seramglasögonfågel (Zosterops stalkeri) är en fågel i familjen glasögonfåglar inom ordningen tättingar.

## Utseende och läte
Seramglasögonfågeln är en liten tätting med grön rygg, gult på strupe och undergump samt vitt på buken. På huvudet är den svart i ansiktet med en mycket tydlig vit ring kring ögat. Den vita ögonringen skiljer den från alla andra fåglar utom sångglasögonfågeln och ambonglasögonfågeln. Dessa saknar dock seramglasögonfågelns svarta panna. Lätet är ett tjattrande "twee" och sången kort, snabb och kvittrande: "titli-titli-titli".

## Utbredning och systematik
Fågeln förekommer enbart på ön Seram i södra Moluckerna. Den behandlas som monotypisk, det vill säga att den inte delas in i några underarter.

## Levnadssätt
Seramglasögonfågeln hittas i skog och intilliggande ungskog i låglänta områden och förberg. Ibland ses den i smågrupper.

## Status
Trots det begränsade utbredningsområdet och att den tros minska i antal anses beståndet vara livskraftigt av internationella naturvårdsunionen IUCN.

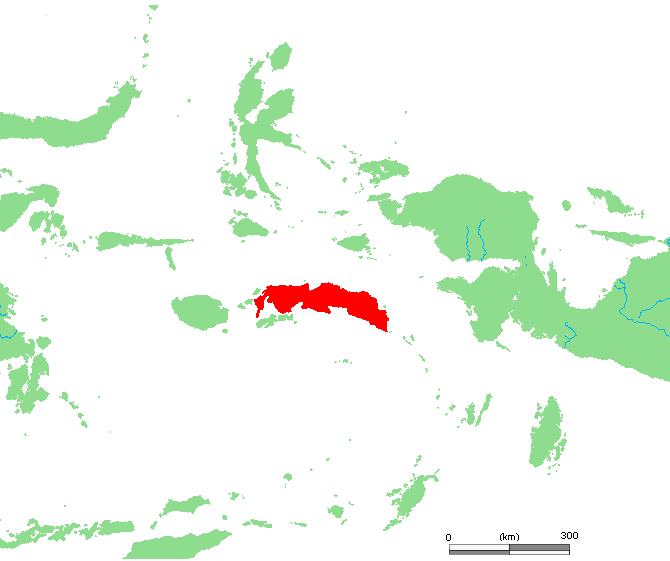
Fågeln förekommer endast på ön Seram i Moluckerna.